# André Holderegger
André Holderegger (* 30. Mai 1979 in Thun) ist ein ehemaliger Schweizer Squashspieler.

## Karriere
André Holderegger spielte 1998 erstmals auf der PSA World Tour. Seine beste Platzierung in der Weltrangliste erreichte er mit Rang 99 im März 2002. Mit der Schweizer Nationalmannschaft nahm er 1999 und 2003 an der Weltmeisterschaft teil. Darüber hinaus gehörte er mehrfach zum Schweizer Kader bei Europameisterschaften. 2006 wurde er Schweizer Meister.

## Erfolge
- Schweizer Meister: 2006